# (8102) Yoshikazu
(8102) Yoshikazu (1994 AQ2) – planetoida z grupy pasa głównego asteroid okrążająca Słońce w ciągu 4,78 lat w średniej odległości 2,83 au Odkryta 14 stycznia 1994 roku.